# Campo di concentramento di Lepoglava
Il campo di concentramento di Lepoglava è stato un campo di concentramento istituito nello Stato Indipendente di Croazia durante la seconda guerra mondiale, situato a 25 km a sud-ovest di Varaždin e gestito dall'organizzazione fascista croata degli Ustascia.
Nel luglio 1943, fu occupato temporaneamente dai partigiani jugoslavi. Nel marzo e nell'aprile 1945, circa 1 300 detenuti furono trasportati e uccisi nel campo di concentramento di Jasenovac. Il 30 aprile 1945, gli ustascia uccisero 961 giovani, per lo più studenti, nelle vicinanze del campo.

## Storia
La prigione di Lepoglava fu fondata nel XIX secolo e continuò a essere usata come tale anche da Jugoslavia (1918-41) e Croazia (dal 1992). Durante la seconda guerra mondiale fu trasformata in un campo di concentramento.

## Seconda guerra mondiale
Il carcere di Lepoglava registrò tassi di atrocità simili a quelli degli altri campi di concentramento presenti in Croazia, con una struttura organizzativa simile a quella del campo di Jasenovac. I dipartimenti dell'amministrazione, del lavoro, dell'economia e della sicurezza avevano ciascuno un comandante separato, precisamente Mirko Cvitkovac, Ljubo Miloš, Miro Natijević e Nikola Gađić.
Tra i primi prigionieri del campo ci furono anche degli ebrei che, dopo il loro arrivo, furono aiutati con cibo, vestiti e medicine dalla comunità ebraica di Zagabria.

### Occupazione partigiana
Nei mesi di luglio e agosto del 1943, le unità partigiane jugoslave chiesero al quartier generale dei partigiani croati l'approvazione per attaccare il campo di sterminio di Jasenovac e liberare i detenuti presenti. La richiesta fu respinta ma fu proposto invece di attaccare Lepoglava, proposta che fu accettata.
Le forze partigiane catturarono Lepoglava il 14 luglio 1943, intenzionalmente il giorno della presa della Bastiglia: attaccarono prima il campo con l'artiglieria e poi con la fanteria. Il giorno della cattura, il comandante del campo fu Mirko Cvitkovac. Circa il 15% dei detenuti furono comunisti che in seguito si unirono ai partigiani. Questa fu l'azione più importante dei partigiani nella Croazia nord-occidentale.

### Cattura da parte degli Ustascia
Dopo che i partigiani presero il controllo del campo, le forze croate lo misero sotto il controllo dell'Ufficio 3 del Servizio di sorveglianza ustascia e Ljubo Miloš fu nominato comandante all'inizio del 1944.
Nel 1945, gli ustascia decisero di chiudere il campo e di trasferire i detenuti a Jasenovac perché considerato insicuro. Circa 1 300 detenuti furono trasferiti a Jasenovac, dove furono tutti uccisi, tranne una cinquantina che riuscirono a fuggire durante il trasporto. Il 30 aprile 1945, gli ustascia uccisero i circa 80 detenuti rimasti nel campo e 961 giovani, in gran parte studenti, in una struttura vicina, oggi nota come Cimitero commemorativo di Lepoglava (in croato: Spomen groblje Lepoglava).